# Markgrafensteine

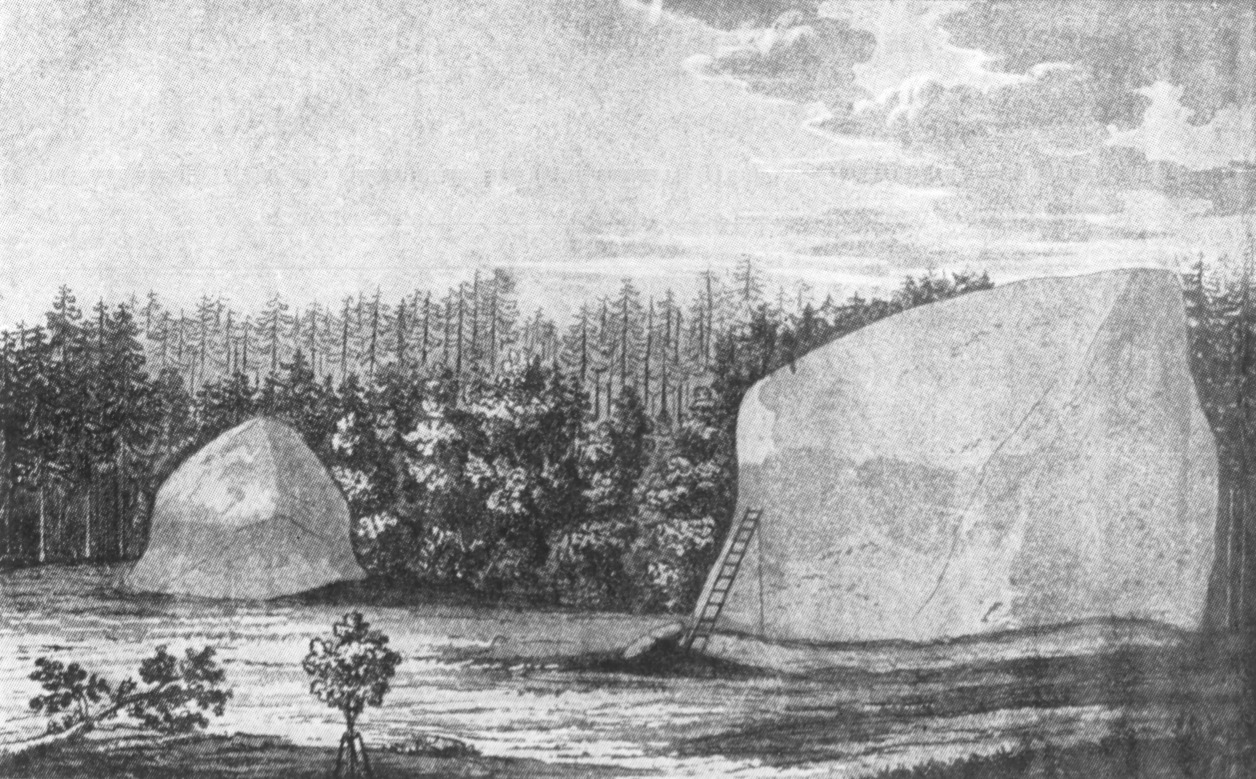
Die Markgrafensteine in einer Darstellung von 1821

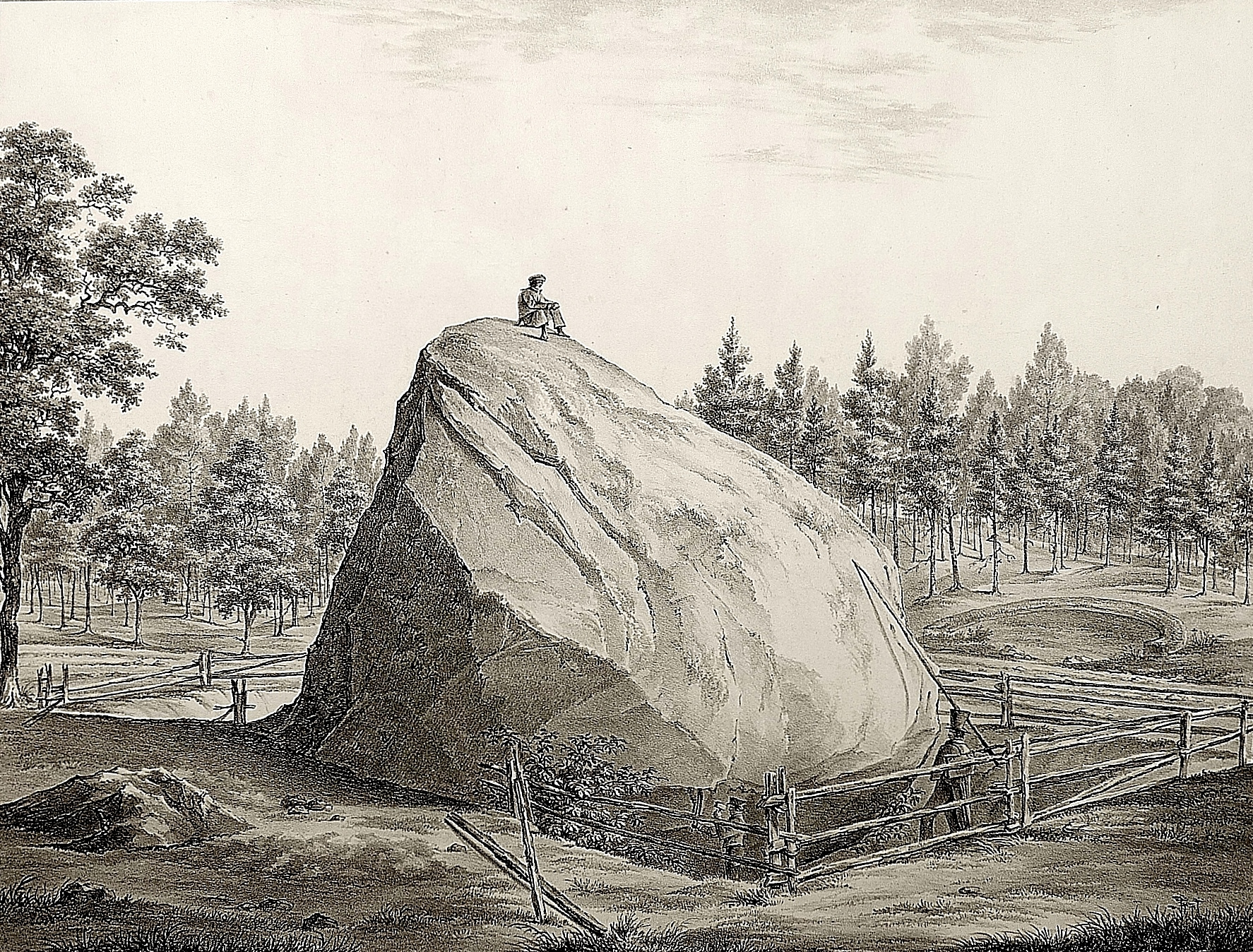
Lithografie des Großen Markgrafensteins von Julius Schoppe wie er noch Pfingsten 1827 zu sehen war (Baumeister und Steinmetz Christian Gottlieb Cantian rechts unten mit Zylinder)

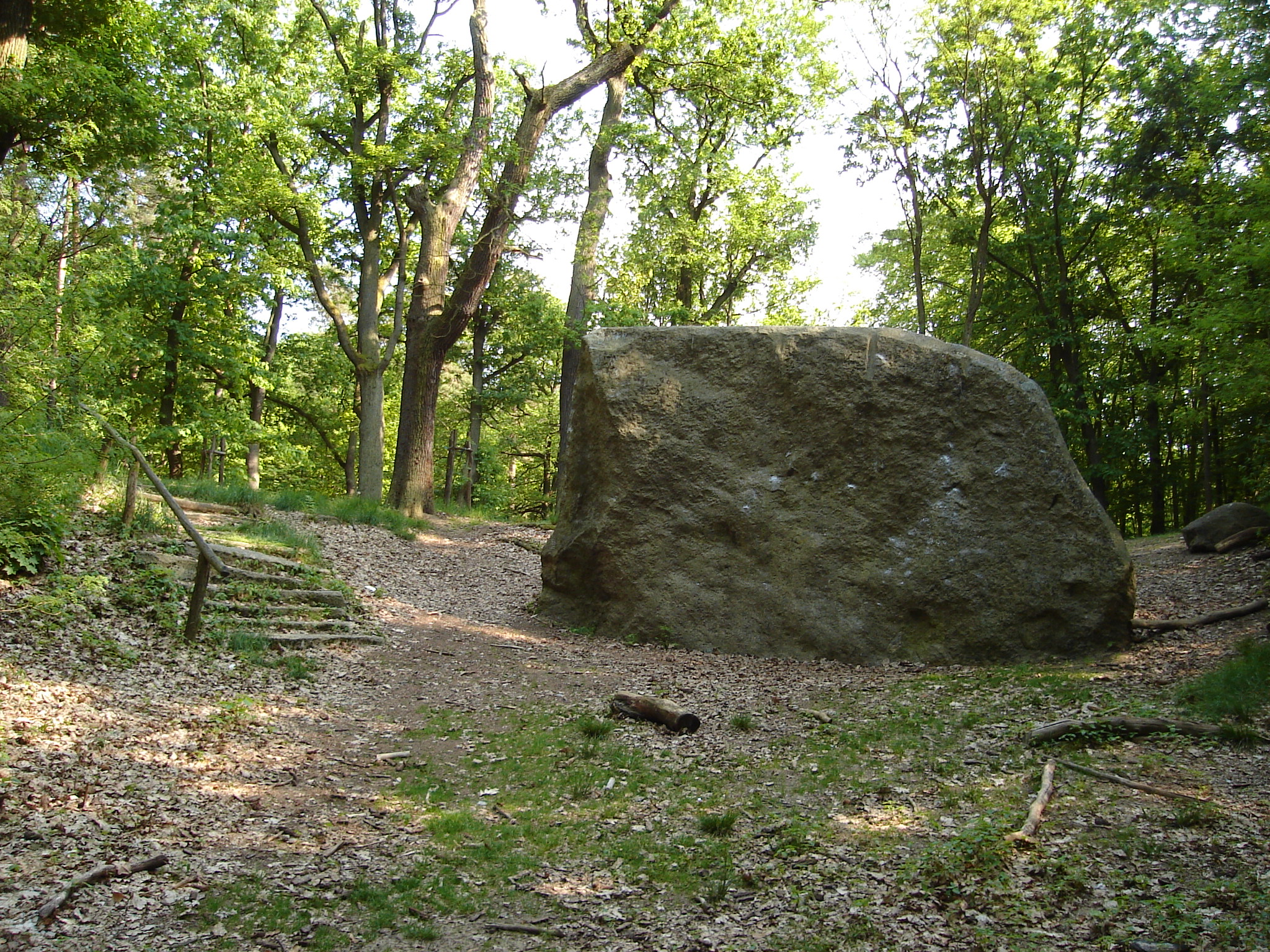
Großer Markgrafenstein, heute (2009)

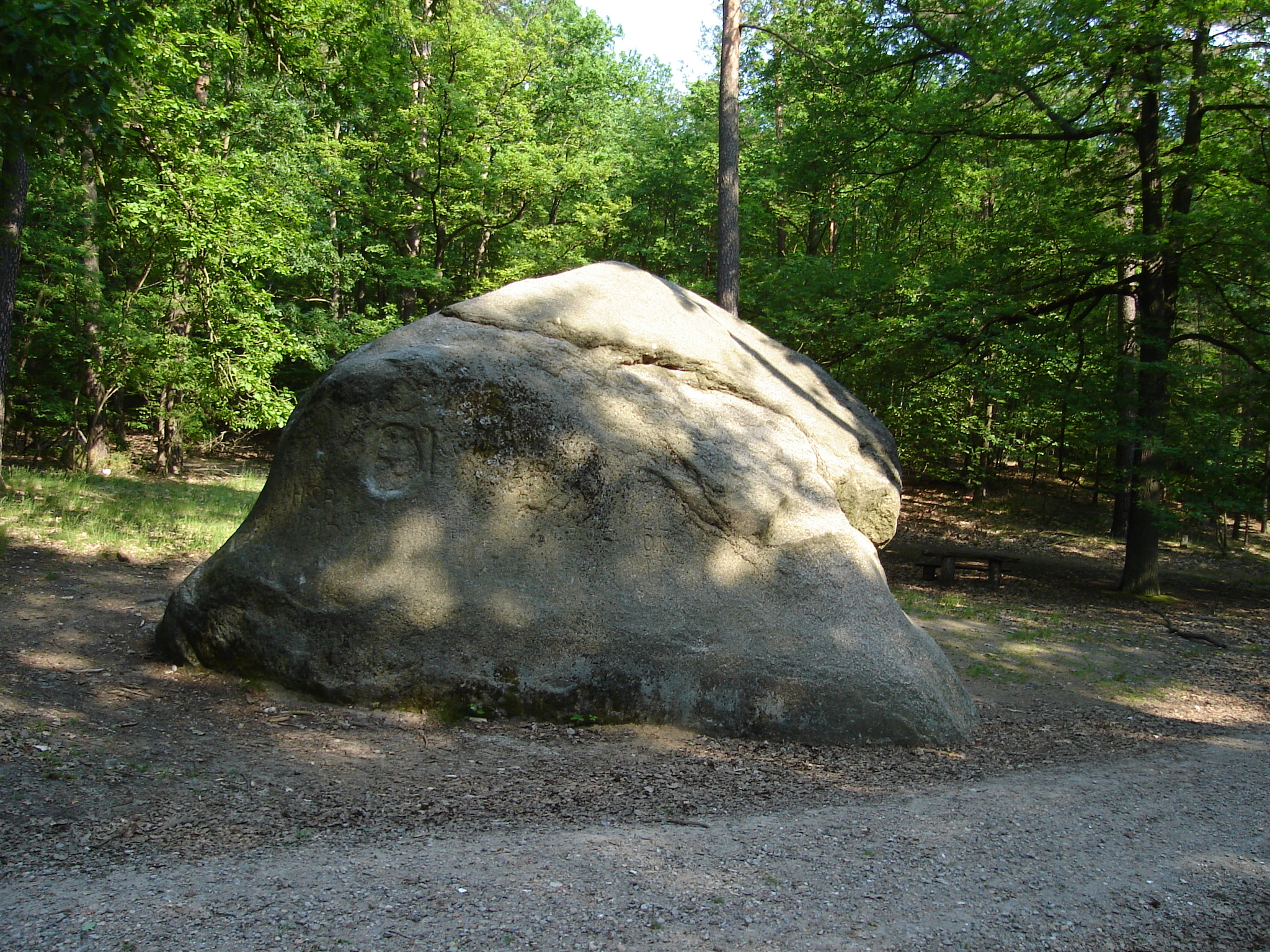
Kleiner Markgrafenstein, heute (2009)

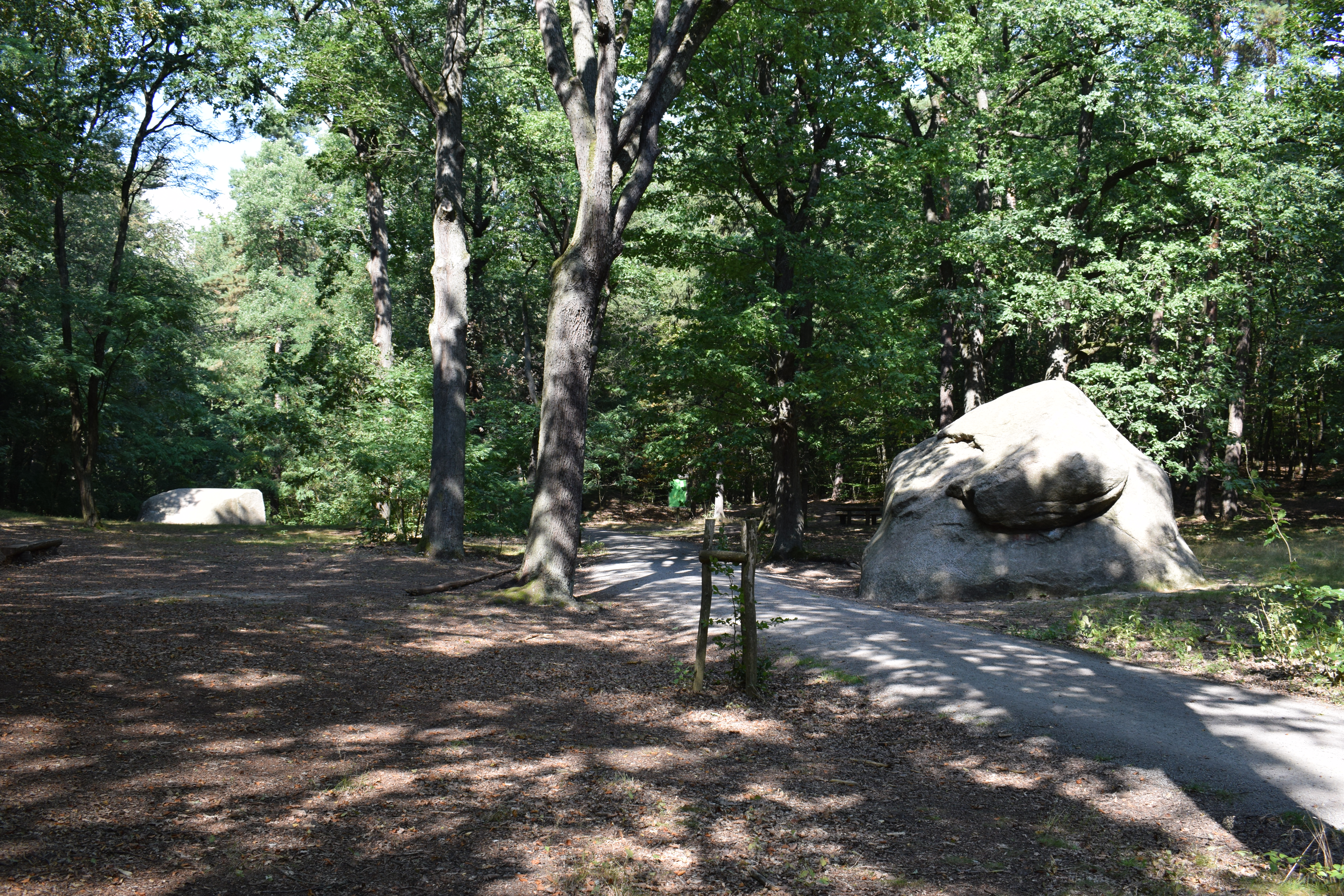
Lage der Steine zueinander (rechts: Kleiner Markgrafenstein)

Informationstafel

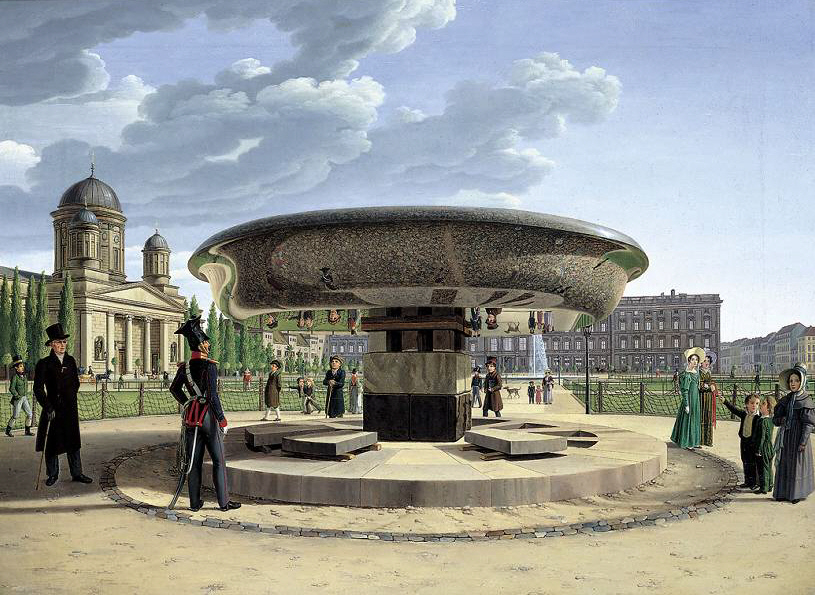
Johann Erdmann Hummel: Granitschale im Berliner Lustgarten, 1831

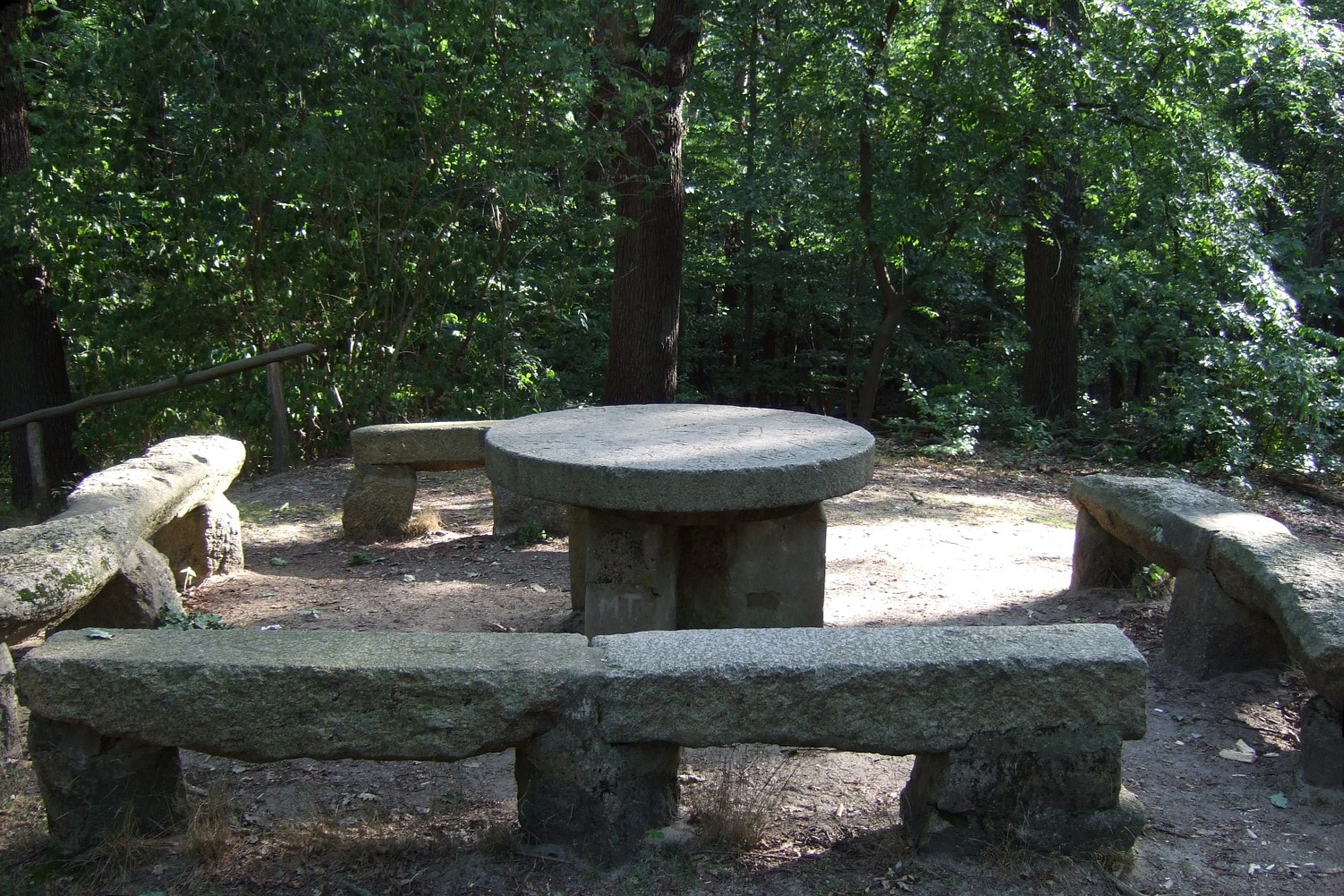
Steinerner Tisch am ehemaligen Aussichtspunkt

Die Markgrafensteine sind die größten jemals in Brandenburg entdeckten Findlinge. Die beiden Findlinge tragen die Namen Großer und Kleiner Markgrafenstein. Sie befinden sich in den Rauenschen Bergen südlich von Fürstenwalde/Spree in der Nähe des Ortes Rauen und sind als beliebter Anziehungspunkt für Ausflügler weit über die Region bekannt. Die Markgrafensteine wurden 2006 in die Liste der 77 ausgezeichneten Nationalen Geotope aufgenommen.

## Herkunft
Beide Findlinge, auch Geschiebe genannt, kamen während der Gletschervorstöße des Eiszeitalters mit dem Inlandeis aus Skandinavien. Diese aus Granit bestehenden Findlinge hatte die Saale- oder Weichseleiszeit aus Schweden bis auf den Sandberg in den Rauenschen Bergen transportiert, wo sich eine Reihe weiterer großer Steine befindet. Sie zählen zu den größten ihrer Art in Deutschland.
Der Große Markgrafenstein war das größte Geschiebe Brandenburgs und wurde auf ein Gewicht von 700 bis 750 Tonnen geschätzt. Dieser Findling hatte vor der Absprengung von Teilen des Gesteins die folgenden Maße: Volumen rund 250 m³, Länge 7,8 Meter, Breite 7,5 Meter, Höhe 7,5 Meter.
Die Maße des Kleinen Markgrafensteins, der nach der Zerkleinerung des Großen Markgrafensteins nunmehr der größte Findling in Brandenburg ist, wurden bis Mitte der 1990er Jahre wie folgt angegeben: Volumen rund 100 m³, Länge 5,8 Meter, Breite 5,6 Meter, Höhe 5,7 Meter und geschätztes Gewicht von etwa 280 Tonnen. Nach neuen Messungen ist sein Volumen nunmehr auf 180 m³ korrigiert worden, womit es nördlicher in Deutschland keinen größeren landliegenden Findling mehr gibt.
Beide Steine bestehen aus etwa 1,2 Milliarden Jahre alten rotem Karlshamn-Granit, benannt nach der südschwedischen Stadt Karlshamn.

## Goethe und Fontane
Goethe, der sich an der damaligen Auseinandersetzung über die Entstehung der Gesteine zwischen Neptunismus und Plutonismus beteiligte, befasste sich 1828 mit den „erratischen Blöcken“ aus Granit an mehreren Orten. Goethe – ein Anhänger der Neptunisten – war überzeugt, die Findlinge seien Reste einer von Wassereinflüssen ausgewaschenen ursprünglichen Gebirgsbildung: „Mir mache man aber nicht weis, daß die in den Oderbrüchen liegenden Gesteine, daß der Markgrafenstein bei Fürstenwalde weit hergekommen sei; an Ort und Stelle sind sie liegen geblieben, als Reste großer in sich selbst zerfallener Felsmassen“.
Theodor Fontane suchte in den 1880er Jahren die Markgrafensteine auf, die mittlerweile erheblich verkleinert waren. Er zeigte sich enttäuscht, da er große, geformte Findlinge als eines der sieben märkischen Weltwunder in Obeliskenform erwartet hatte, und bewertete die Steine anschließend als tote zusammengekauerte Elefanten.

## Granitschale im Lustgarten
Aus einem Teil des Großen Markgrafensteins wurde die vor dem Alten Museum im Lustgarten in Berlin-Mitte stehende Granitschale gefertigt. Der große Markgrafenstein hatte einen Umfang von 29,5 Metern (jetzt nur noch 17 Meter). 1827/1828 wurden mehrere Scheiben des Steins mit Eisenkeilen und Steinspaltwerkzeugen abgespalten, wobei die äußerste Scheibe als Grundlage für den Steinernen Tisch und vier steinerne Bänke diente, die sich auf einem nahegelegenen Aussichtspunkt befinden. Aus dem Mittelstück wurde vor Ort grob eine 70 bis 80 Tonnen schwere Schale gefertigt. Zum Transport an die Spree wurde eine Trasse angelegt, die heute noch deutlich erkennbar ist. Die Schale wurde mit Hilfe von Holzrollen zur Spree transportiert und mit einem Lastkahn bis nach Berlin gebracht. Der Restblock blieb als Überbleibsel des Großen Markgrafensteins erhalten. Als ausgewiesene Naturdenkmale stehen die Steine unter Schutz. Außerdem gab es einen dritten Stein auf dem Plateau vor den Bergen. Aus ihm wurden die Friedenssäule des Belle-Alliance-Platzes (heute Mehringplatz), die Siegessäule im Park Babelsberg und die Adlersäule auf der Lustgartenterrasse des Berliner Schlosses hergestellt.

## Sagen über die Steine
Über die Markgrafensteine gibt es einige Sagen:
So hörte man dort oft ein klägliches Winseln, das von einer Prinzessin herrühren sollte, welche der Teufel dort gefangen hielte. Der Teufel hätte in den Steinen sein Schloss gehabt.
Einer anderen Sage zufolge ist der Falsche Woldemar bei den Steinen begraben, weswegen sie den Namen Markgrafenstein erhalten haben soll. Zudem gibt es Spekulationen, ob sich bei den Markgrafensteinen der Heilige Hain der Semnonen befunden habe.